# Мармарис
Ма́рмаріс (тур. Marmaris) — район і місто, важливий порт та курорт в Туреччині. Розташований на Егейському морі на південному заході Туреччини, у провінції Мугла. У туристичний сезон приймає близько 300—400 тисяч туристів. Важливий центр індустрії вітрильного спорту. У Мармарісі розташовано кілька великих марин (стоянок яхт).

## Географія
Місто Мармаріс витягнулося на березі бухти, що з усіх боків оточена горами. Вхід в бухту захищає великий острів, тому шторми та сильні хвилі ніколи не досягають берега.
Існує регулярне поромне сполучення з грецьким островом Родос. За декілька кілометрів знаходиться селище Ічмелер.
Мармаріс розташований в південно-західній частині Туреччини, там, де Егейське море зустрічається зі Середземним. Особливу чарівність йому надають пагорби, що тягнуться до моря, і прекрасні бухти. Ліси — головна цінність курорту: з 86 тисяч га, які займає місто, 65 тис. належить саме їм.

## Етимологія
У період Бейліка Ментеші місто стало відоме як Мармаріс, назва походить від грецького мармарон (мармур; турецький: мермер), у зв'язку з багатими родовищами мармуру в регіоні і видатною роллю міського порту в торгівлі мармуром.

## Історія
Точна дати заснування міста не відома, вже в XI столітті до н. е. місто було відоме під назвою Фіскос і входило до складу Карії. У X ст. до н. е. потрапило під вплив сусіднього Родосу. З VI ст. до н. е. під владою персів. У 334 р. до н. е., після приходу Олександра Македонського, місто було віддано Родосу. З 164 р. до н. е. місто переходить під контроль римлян, остаточно приєднане до Риму в I ст. до н. е. З 395 р. у складі Візантійської імперії. У VII—VIII ст місто зазнало спустошень від арабів.
- Наприкінці XIII ст. місто захоплене тюрками бейлика Ментеше.
- У 1391 р. захоплене турками-османами, і в 1424 р. остаточно приєднане до Османської імперії.
- У 1522 р. за наказом султана Сулеймана Пишного була побудована фортеця, і місто було перейменовано в Мармаріс (з давньогрецької мови  — сяючий, блискучий).
- У 1957 р. місто було зруйноване землетрусом, після чого було відбудоване заново.

З 1980-х роках місто отримало потужний імпульс до розвитку туристичної галузі.
Про походження назви Мармаріс є кілька легенд.
Одна з них іде з часів султана Сулеймана великого. Розказують, що він приїхав в це місто, перед тим як відправитися завойовувати острів Родос, який зараз належить до Греції. Місто, у яке він прибув, йому дуже сподобалося. Тож він дав одному архітектору завдання збудувати фортецю, таку щоб вона та його ім'я назавжди ввійшли в історію. Після того як Сулейман повернувся в місто, завоювавши Родос, він глянув вперше на фортецю і вона йому так не сподобалася, що він наказав повісити архітектора, дослівно він сказав «Мармаре іс».
Інша теорія говорить про те, що назва міста походить від того, що біля Мармарісу знаходяться багато родовищ мармару, по-турецьки його називають «мармар».

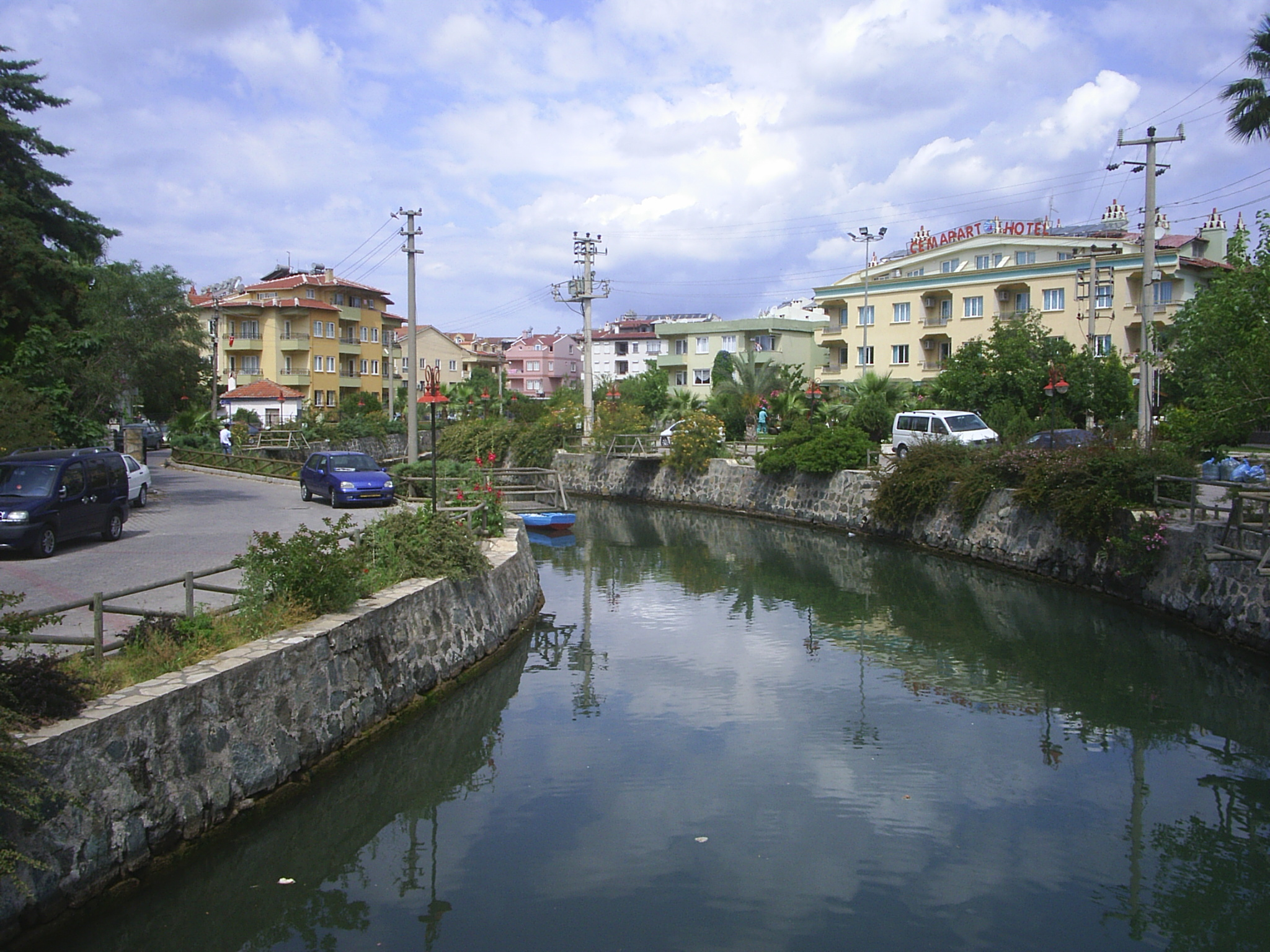
Канал в Мармарисі

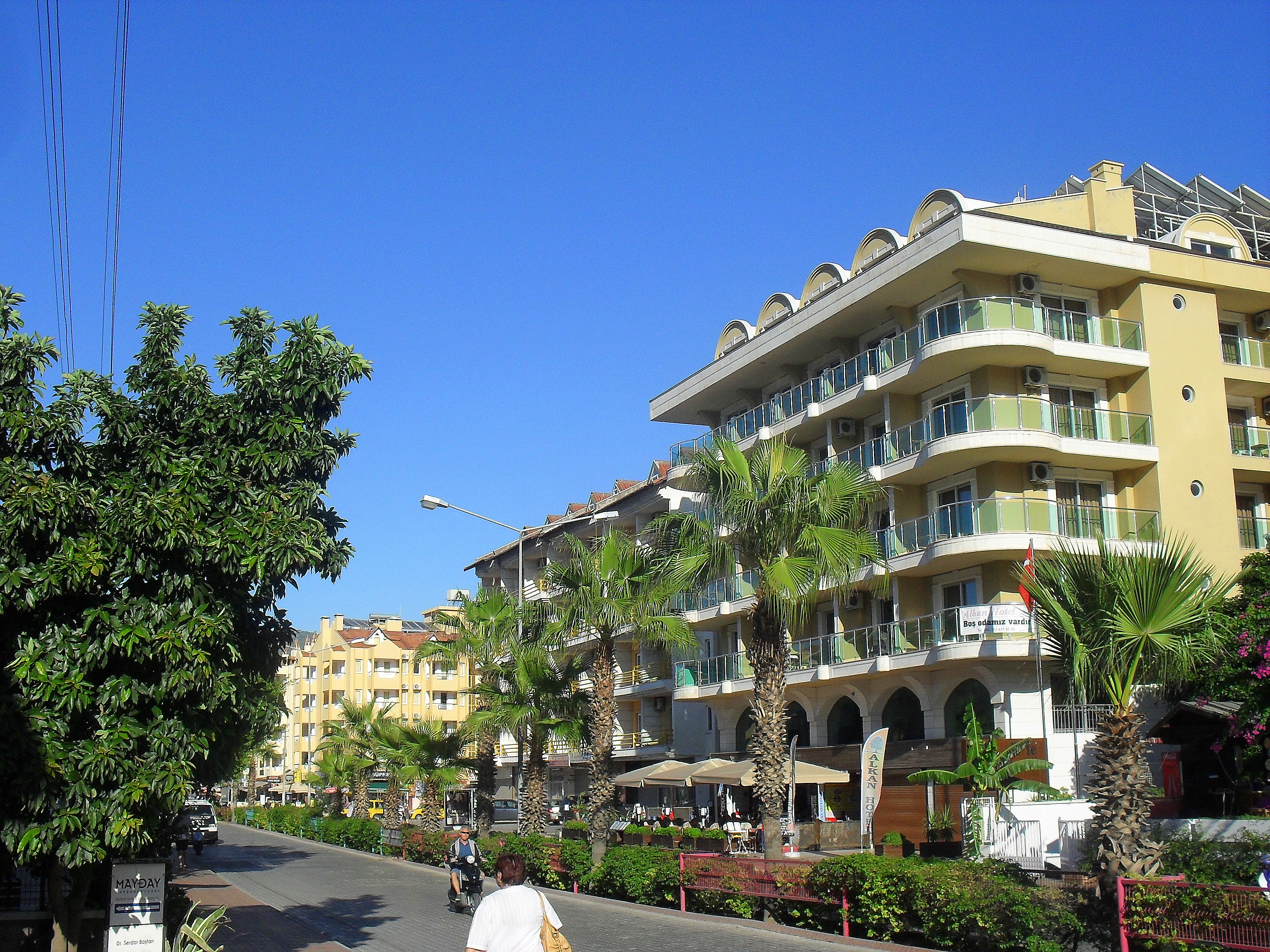
Вулиця в центрі міста

## Клімат
Клімат в Мармарісі типовий середземноморський. Середня температура січня  — близько 7,5 градусів з дощами та мокрим снігом. Абсолютний мінімум становить всього −4. Навесні вже +15 +25, але вода тільки в травні прогрівається до +20, що ще досить холодно для купання. Влітку температура коливається близько +40. Максимальну температуру було зафіксовано у +48. Восени у вересні та жовтні вже не так спекотно  — в середньому +30 і вода +25 — +28.
| Клімат Мармаріс       | Клімат Мармаріс | Клімат Мармаріс | Клімат Мармаріс | Клімат Мармаріс | Клімат Мармаріс | Клімат Мармаріс | Клімат Мармаріс | Клімат Мармаріс | Клімат Мармаріс | Клімат Мармаріс | Клімат Мармаріс | Клімат Мармаріс | Клімат Мармаріс |
| Показник              | Січ.            | Лют.            | Бер.            | Квіт.           | Трав.           | Черв.           | Лип.            | Серп.           | Вер.            | Жовт.           | Лист.           | Груд.           |                 |
| Середній максимум, °C | 14              | 15              | 17              | 20              | 25              | 30              | 34              | 33              | 30              | 25              | 20              | 16              |                 |
| Середній мінімум, °C  | 6               | 7               | 8               | 11              | 14              | 18              | 22              | 21              | 18              | 14              | 11              | 8               |                 |
| Температура води, °C  | 16              | 16              | 17              | 18              | 20              | 22              | 24              | 25              | 24              | 22              | 20              | 18              |                 |
| Норма опадів, мм      | 249             | 183             | 126             | 65              | 46              | 20              | 7               | 8               | 13              | 67              | 137             | 283             |                 |
| --------------------- | --------------- | --------------- | --------------- | --------------- | --------------- | --------------- | --------------- | --------------- | --------------- | --------------- | --------------- | --------------- | --------------- |

## Транспорт
Місто розташоване за 95 кілометрів від аеропорту Даламан, куди ходять автобуси компанії Хаваш (Havaş). Їхній рух прив'язаний до рейсів авіакомпанії Turkish Airlines. По місту курсують маршрутні таксі (долмуші), які відрізняються за кольором, замість номерів. Помаранчевий долмуш ходить до Ічмелера, зелений — по місту, а сині — в Армуталан.

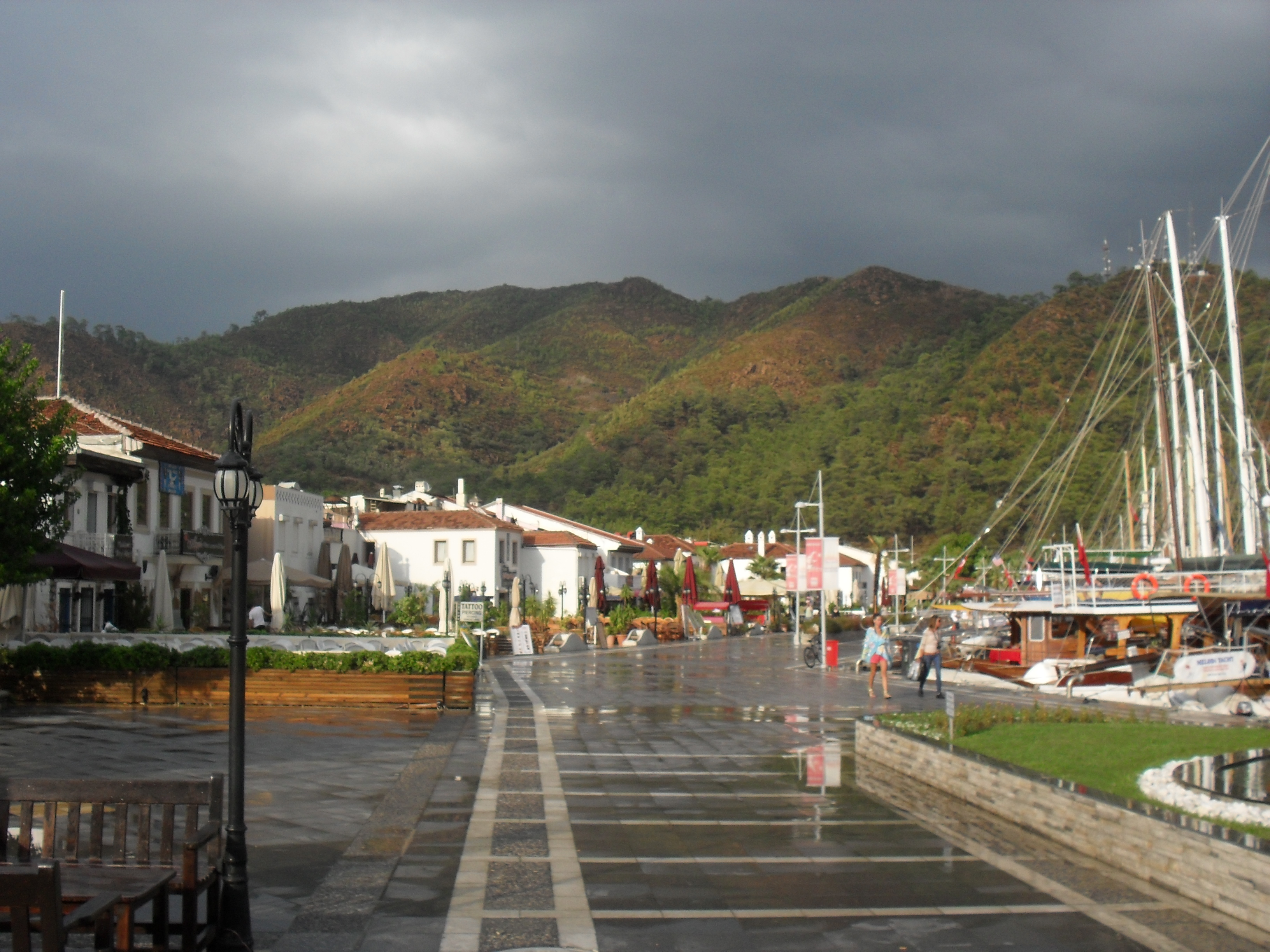
Променад в Мармарисі

## Розваги

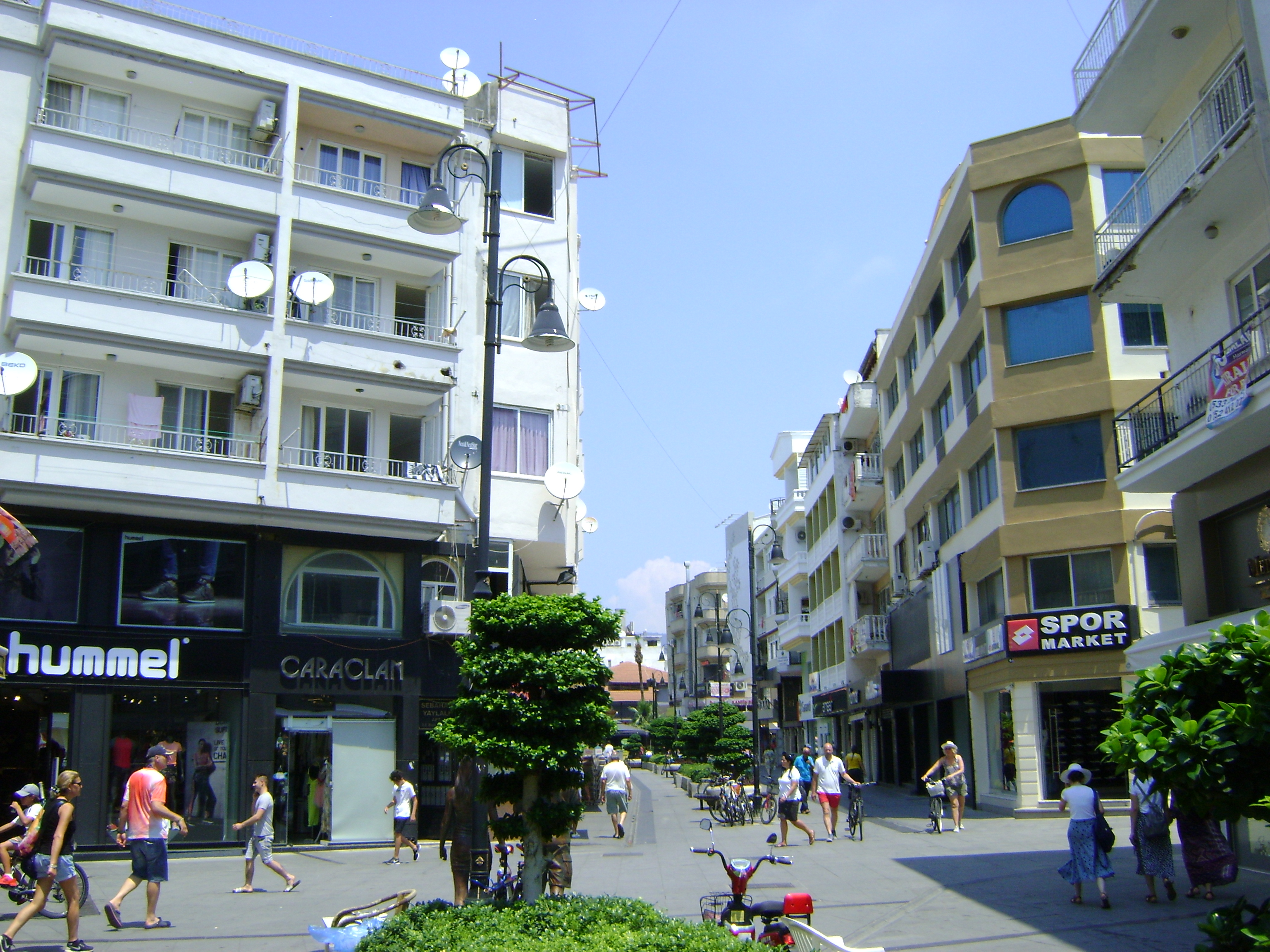
В центрі міста.

Мармаріс іноді називають турецькою Ібіцею, тому що в ньому велика кількість нічних клубів і барів на Bar street, у яких до самого ранку не вщухає музика і веселощі. До речі, вхід в усі бари на цій вулиці — безкоштовний. Тому Мармаріс не підходить для спокійного відпочинку, і любителям тиші краще придивитися до Ічмелеру, який знаходиться за 5 хвилинах їзди. У місті пропонується набір розваг на будь-який смак: сафарі на квадроциклах, сафарі на джипах, рафтинг, аквабайк, прогулянки на конях, яхтинг, поїздка на грецький острів Родос, дайвінг, параглайдинг, а також багато ознайомлювальних екскурсій по історичних місцях (Ефес, Памуккале, Галікарнас і т. д.).